# 무량대수
무량대수(無量大數)란 한자 문화권에서 사용되는 수의 단위이다. 한자 문화권에서 사용되는 수의 단위 중 가장 그 값이 큰 단위이기도 하다.
무량대수는 시대와 사람에 따라 가리키는 값이 다르다. 일반적으로는 10의 68제곱(1068)을 가리키지만, 10의 88제곱(1088), 10의 128제곱(10128)을 가리키기도 한다. 일본의 진겁기(塵劫記)의 판을 거듭하면서 무량과 대수 사이의 흠집이 난 것을 무량과 대수로 나누고, 대수는 이 수보다 10000배 더 큰 10의 72제곱(1072)이라고 잘못 인식하게 되었으나 원래 같은 숫자로 보는 것이 일반적이다. 원래 한국에서는 무량수(無量數)로 나타내었으나 일본식 명수법의 영향을 받은 것으로 보인다. 아래의 표에서 이만체진(以萬遞進), 이억체진(以億遞進)은 단위가 얼마마다 바뀌는지 나타낸 것으로 만 단위로 바뀌면 이만체진, 억 단위로 바뀌면 이억체진이다.

## 대수일람표
| {\displaystyle 10^{64}} | 한 불가사의  |
| ----------------------- | ------------ |
| ...                     | ...          |
| {\displaystyle 10^{67}} | 천 불가사의  |
| {\displaystyle 10^{68}} | 한 무량 대수 |
| {\displaystyle 10^{69}} | 십 무량 대수 |
| {\displaystyle 10^{70}} | 백 무량 대수 |
| {\displaystyle 10^{71}} | 천 무량 대수 |

| {\displaystyle 10^{80}} | 만 불가사의    |
| ----------------------- | -------------- |
| ...                     | ...            |
| {\displaystyle 10^{87}} | 천만 불가사의  |
| {\displaystyle 10^{88}} | 한 무량 대수   |
| {\displaystyle 10^{89}} | 십 무량 대수   |
| {\displaystyle 10^{90}} | 백 무량 대수   |
| {\displaystyle 10^{91}} | 천 무량 대수   |
| {\displaystyle 10^{92}} | 만 무량 대수   |
| {\displaystyle 10^{93}} | 십만 무량 대수 |
| {\displaystyle 10^{94}} | 백만 무량 대수 |
| {\displaystyle 10^{95}} | 천만 무량 대수 |

| {\displaystyle 10^{120}} | 한 불가사의   |
| ------------------------ | ------------- |
| ...                      | ...           |
| {\displaystyle 10^{127}} | 천만 불가사의 |
| {\displaystyle 10^{128}} | 한 무량 수    |
| {\displaystyle 10^{129}} | 십 무량 수    |
| {\displaystyle 10^{130}} | 백 무량 수    |
| {\displaystyle 10^{131}} | 천 무량 수    |
| {\displaystyle 10^{132}} | 만 무량 수    |
| {\displaystyle 10^{133}} | 십만 무량 수  |
| {\displaystyle 10^{134}} | 백만 무량 수  |
| {\displaystyle 10^{135}} | 천만 무량 수  |

## 같이 보기
- 큰 수